# 速霸陸Rex
速霸陸Rex（日语：スバル・レックス）為日本富士重工業1972年至1992年間設計生產的輕型車，在其他國家又稱作速霸陸Ace、速霸陸Mini Jumbo、速霸陸Viki、速霸陸Sherpa、速霸陸500/600/700、速霸陸M60/M70/M80等。此外，1980年代末期中國貴州航天工業公司也曾與富士重工業技術合作，推出脫胎自此車第二代的貴航雲雀。這款輕型車乃360和R-2的後續車款，至於車名「Rex」在拉丁語中是「國王」的意思。
2022年大發工業以第二代大發Rocky用換牌的方式供應給原廠，遂採用「速霸陸Rex」之車名上市，兄弟車另有豐田Raize、Perodua Ativa等車款。

## 歷史

### 第一代（1972年-1981年）
1972年 - 承襲1971年追加水冷式引擎的R-2，以後置後驅的底盤為基礎，富士重工業在1972年7月15日開始販售第一代Rex（原廠代號K21）。車身外觀類似1971年上市的Leone，強調所謂的「楔形斷面（wedge shape）」設計理念，主打年輕的消費客群。運動化的造型受到日本輕型車法規的尺寸限制，結果廂型車型的後座竟無法調整傾倒。動力來源為356c.c.直列二缸SOHC EK34型引擎，這種二衝程引擎在怠速時會發出啪啦啪啦的噪音，富士重工業加裝「速霸陸ISV」（（日語）アイドリング・サイレンス・バルブ）裝置以解決此問題。
1973年 - 3月推出四門轎車車型。10月針對日本汽車廢氣排放標準而小改款（原廠代號K22），動力改成四衝程的358c.c.直列二缸SOHC EK21型引擎；頂級車型改配備前輪碟煞及四輪碟形輪圈蓋。
1974年 - 2月追加五速手排變速系統，9月追加廂型車車型，但由於後座頭部空間不足，實際上無法向車輛監理單位登記成廂型車，也僅能乘坐2人（原廠代號K42）。直至翌年3月改採高車頂的方式解決此問題，後座的椅背也能豎直，成為真正的4人座廂型車，故2人座廂型車車型停產。
1976年 - 5月因日本當局修改輕型車法規，改配置490c.c.直列二缸SOHC EK22型引擎，車體尺寸也跟著加大（原廠車型代號K23）。翌年5月順應昭和53年（1978年）汽車廢氣排放規定（（日語）自動車排出ガス規制），改搭載544c.c.直列二缸SOHC EK23型引擎（原廠車型代號K24）。
1980年 - 推出Autoclutch變速系統。

#### Rex外銷版本

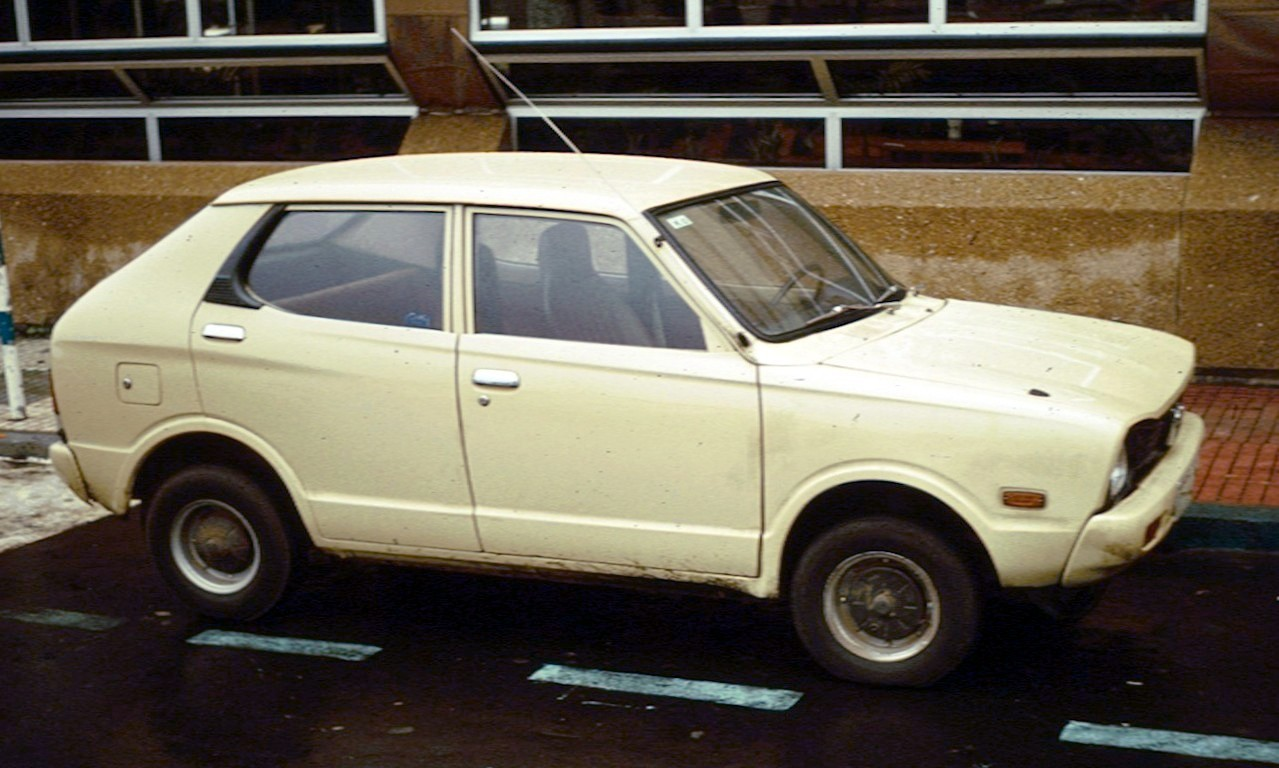
外銷版本的速霸陸500/600

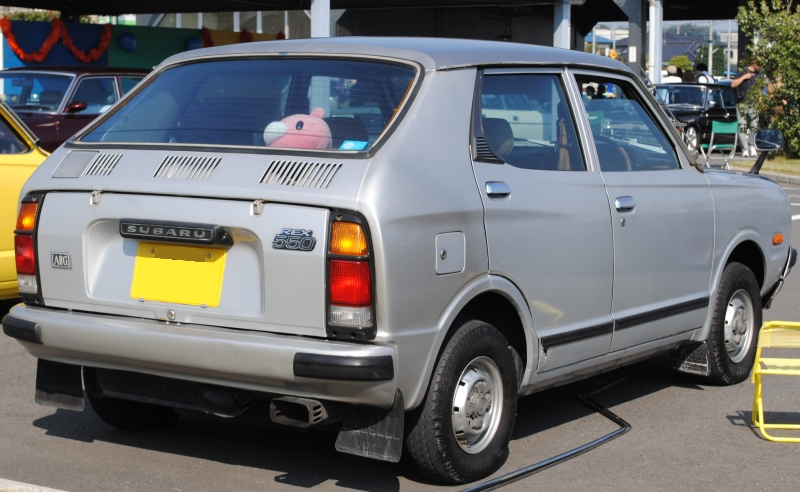
1979年速霸陸Rex 550 AIIG

1976年配置490c.c.直列二缸SOHC EK22型引擎、車體尺寸加大的Rex曾經以「速霸陸Rex 5」之名外銷，廂型車車型則名為「速霸陸Rex 500」。不過後者的產品生命周期維持並不久，一年後便被搭載544c.c.直列二缸SOHC EK23型引擎的「速霸陸Rex 550」取代，某些國家則稱作速霸陸600。1978年3月「Swingback」車型上市，這是一種雙門轎車，加大的後車窗可以開啟。

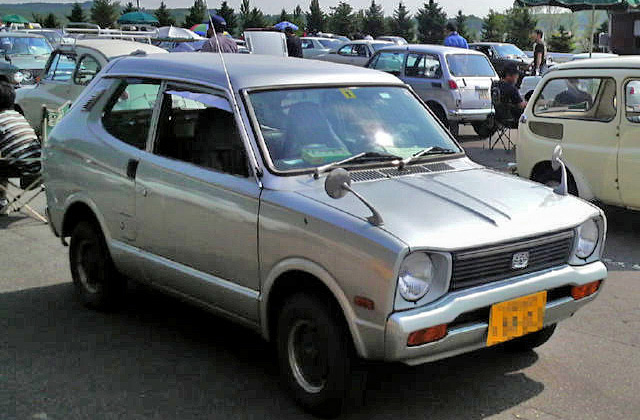
車頭
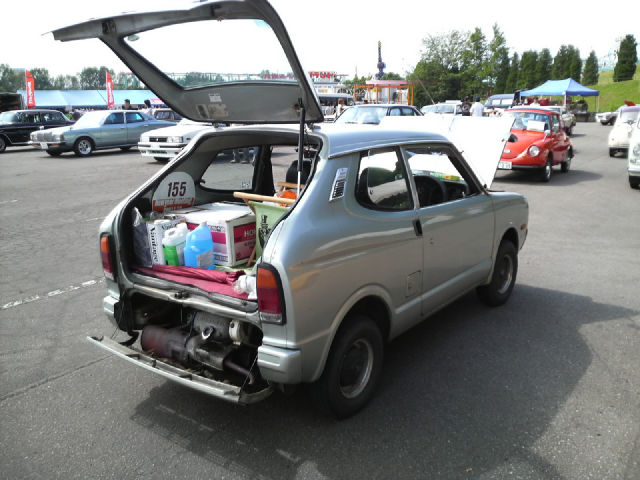
車尾門掀開貌
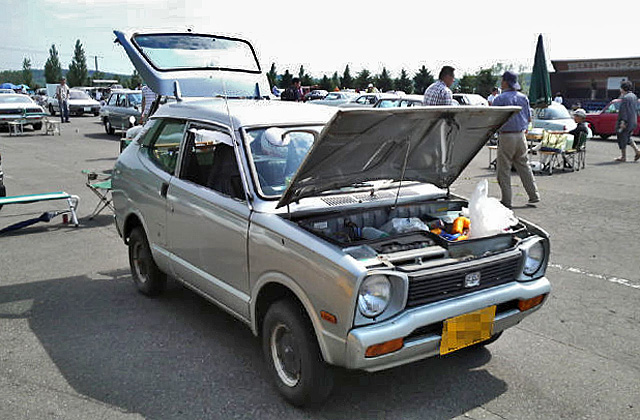
引擎蓋掀開貌

### 第二代（1981年-1986年）
1981年 - 10月發售大改款的第二代Rex，和老款最大的不同在於驅動方式，從RR改成FF。軸距加長至2,255mm（當時國產同級車之最），車室空間也跟著加大，採用兩廂式車體設計，分成三門、五門掀背二種車型。另外，可以選購冷卻器、加熱器一體型的空調系統。
1982年 - 跟富士產經集團旗下通信販售部門Dinos公司合作，推出「Dinos Rex」車款，這是日本汽車史上首度異業結盟的案例。
1983年 - 10月推出4WD車型，在車子低速行駛時，只要按下排檔桿旁的紅色按鈕，即可切換FF或4WD模式。12月「Rex Combi」車型追加一具544c.c.直列二缸SOHC EK23-T型渦輪增壓引擎（僅限FF車型），此外增加前輪通風式碟煞系統，此為日本輕型車之首創。
1984年 - 9月小改款，把原先的圓形頭燈改成方形，且4WD車型也可選購渦輪增壓引擎。

#### 其他
1992年中國貴州航天工業曾與富士重工業技術合作，合資生產了貴航雲雀，即衍生自第二代Rex。再者，富士重工業將第二代Rex的車體加大加寬，即成為1984年推出的速霸陸Justy，但後者配備動力較大的1.0L引擎。

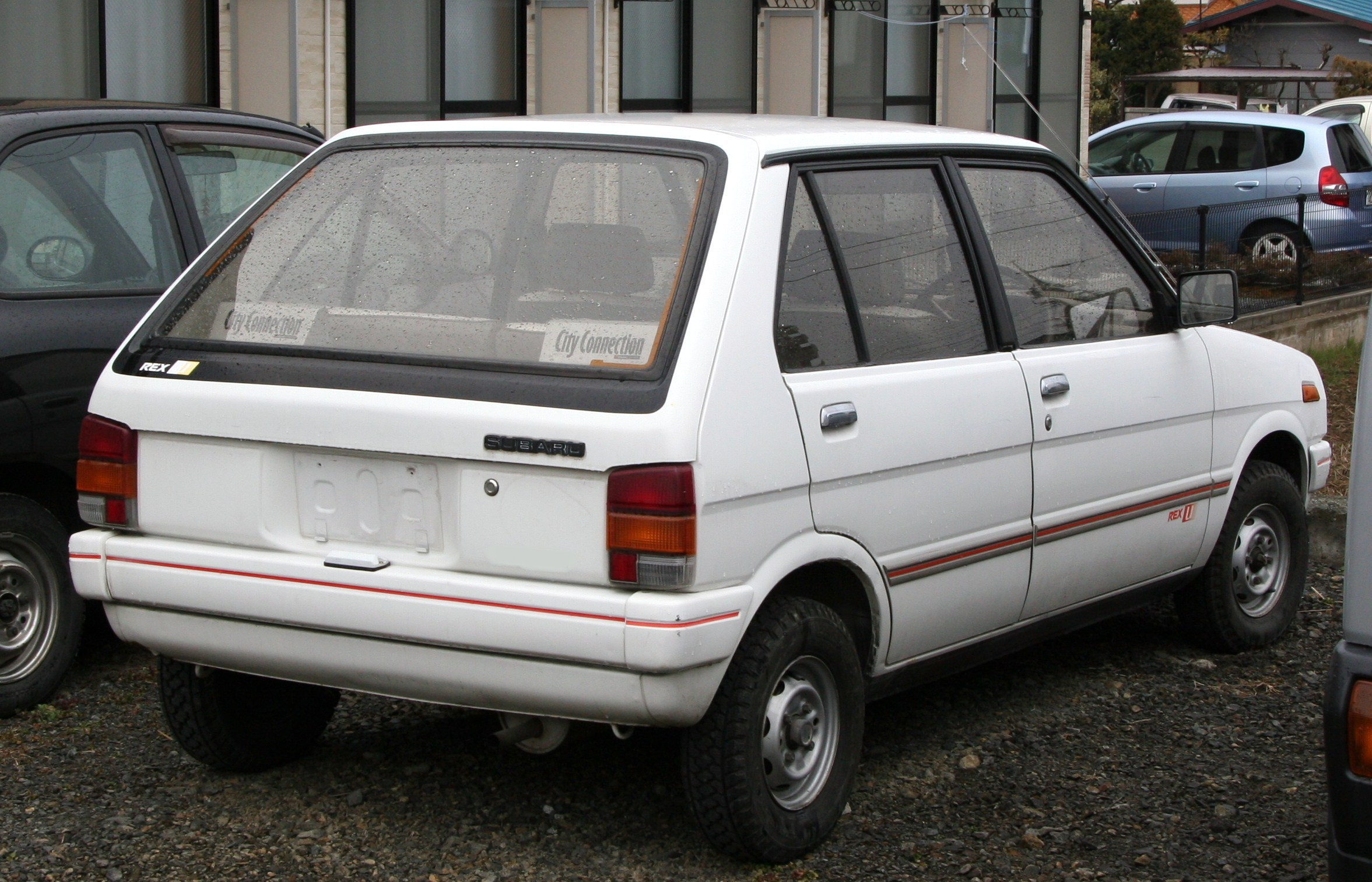
後期型車尾
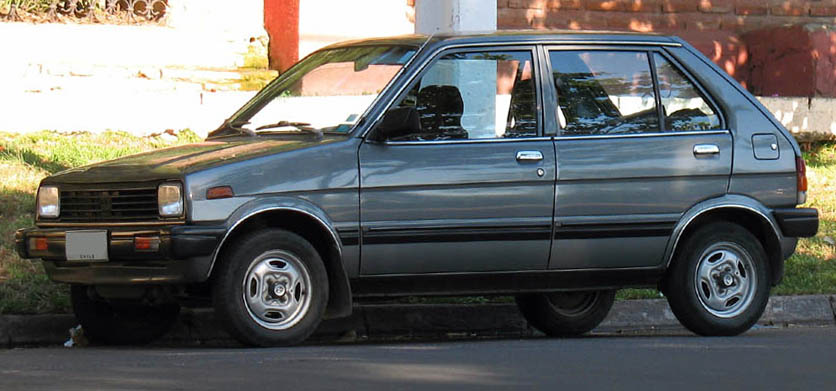
外銷版速霸陸700
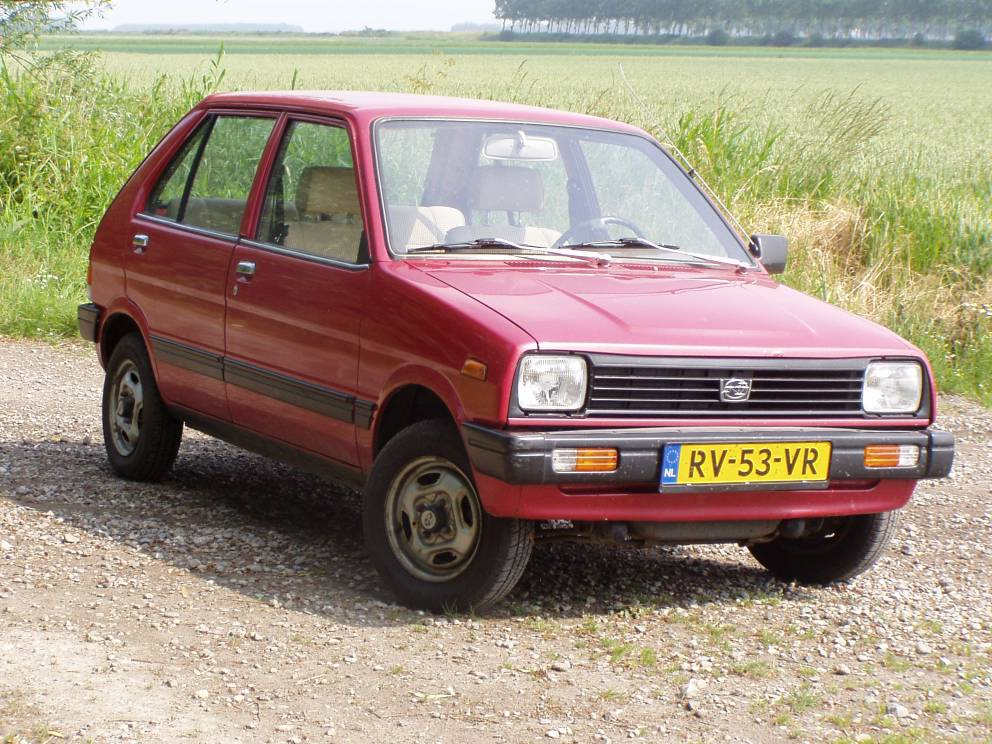
外銷歐洲版速霸陸Mini Jumbo
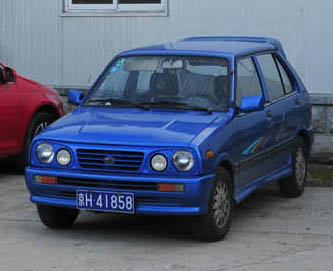
貴航雲雀車頭
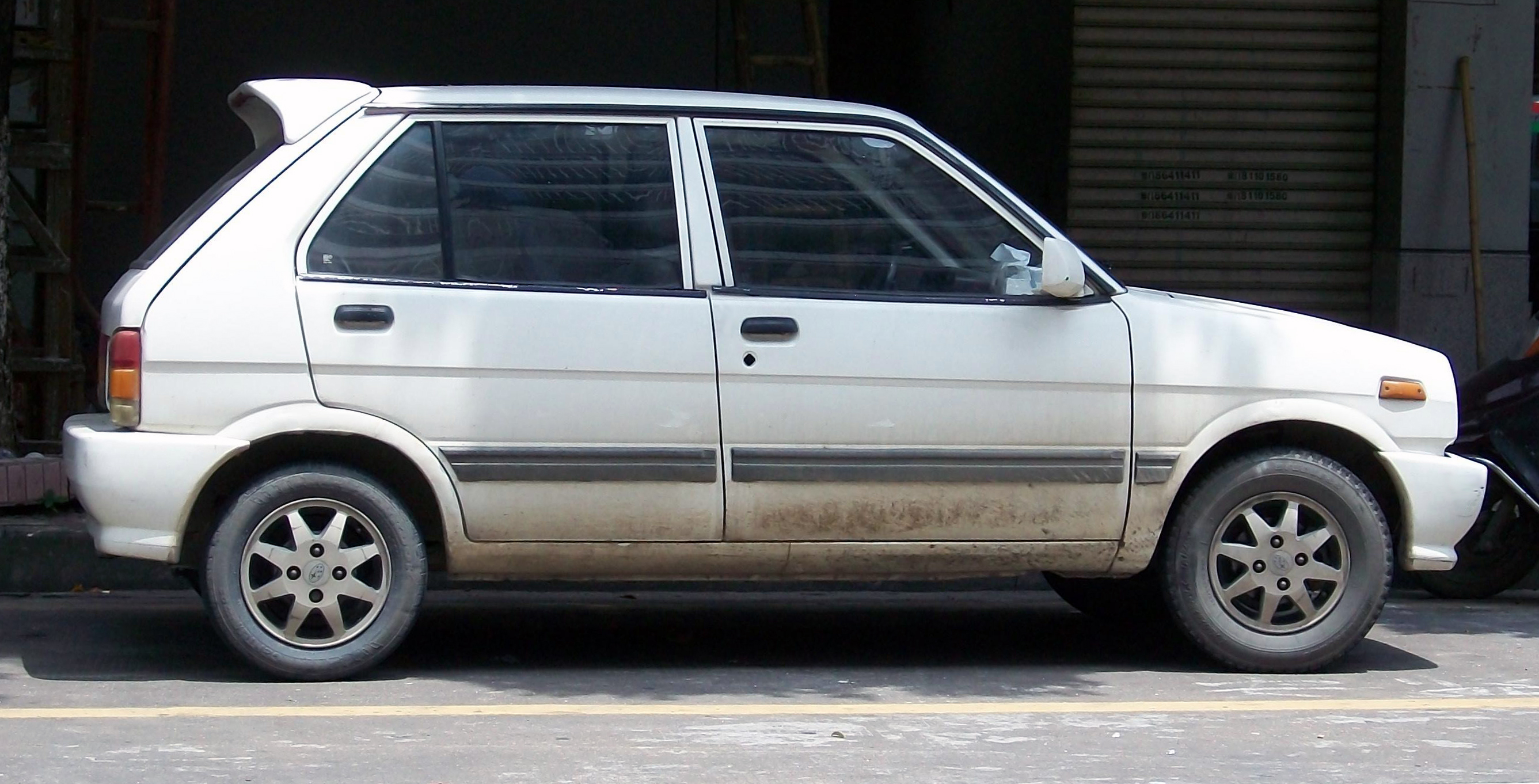
貴航雲雀車側

### 第三代（1986年-1992年）
1986年 - 3月全新第三代Rex上市，並將544c.c.直列二缸SOHC三閥門EK23型引擎作了細部改良，馬力更為提升，並搭配二速自動變速系統。翌年4WD車型追加了稱作「雙黏性全時四輪驅動（（日語）ツインビスコフルタイム4WD）」的裝置，後面的差速器具有2個並列一體的黏性耦合器，同時兼具前後輪的驅動力分配、後左右輪的LSD功能。
1987年 - 2月23日追加4WD車型，原廠將之稱為「雙黏性耦合式全時四輪驅動（（日語）ツインビスコフルタイム4WD）」。後輪差速器裡有兩個並列一體化的黏性耦合式差速鎖，同時具備前後輪的驅動力分配以及左右輪的差速器機能。7月1日推出搭載ECVT系統的車型，這是繼Justy後第二部具有此裝置的車款。
1988年 - 3月推出附有中冷器的EK23-Z型機械增壓引擎，最大馬力達55ps / 6,400rpm，且燃油供給改由EMPi電子多點噴射系統控制。
1989年 - 6月進行小改款，動力來源改成直列四缸的EN05A型引擎，外觀方面修改保險桿、進氣壩、尾燈、後車廂等處的造型。
1990年 - 4月因日本政府變更輕型車的規範，引擎容量一舉提升至658c.c.，同時車頭燈和前保桿的造型也稍微改變。電視廣告的主角請來搞笑女藝人山田邦子擔任，直到1992年3月停產，後繼車種為Vivio。

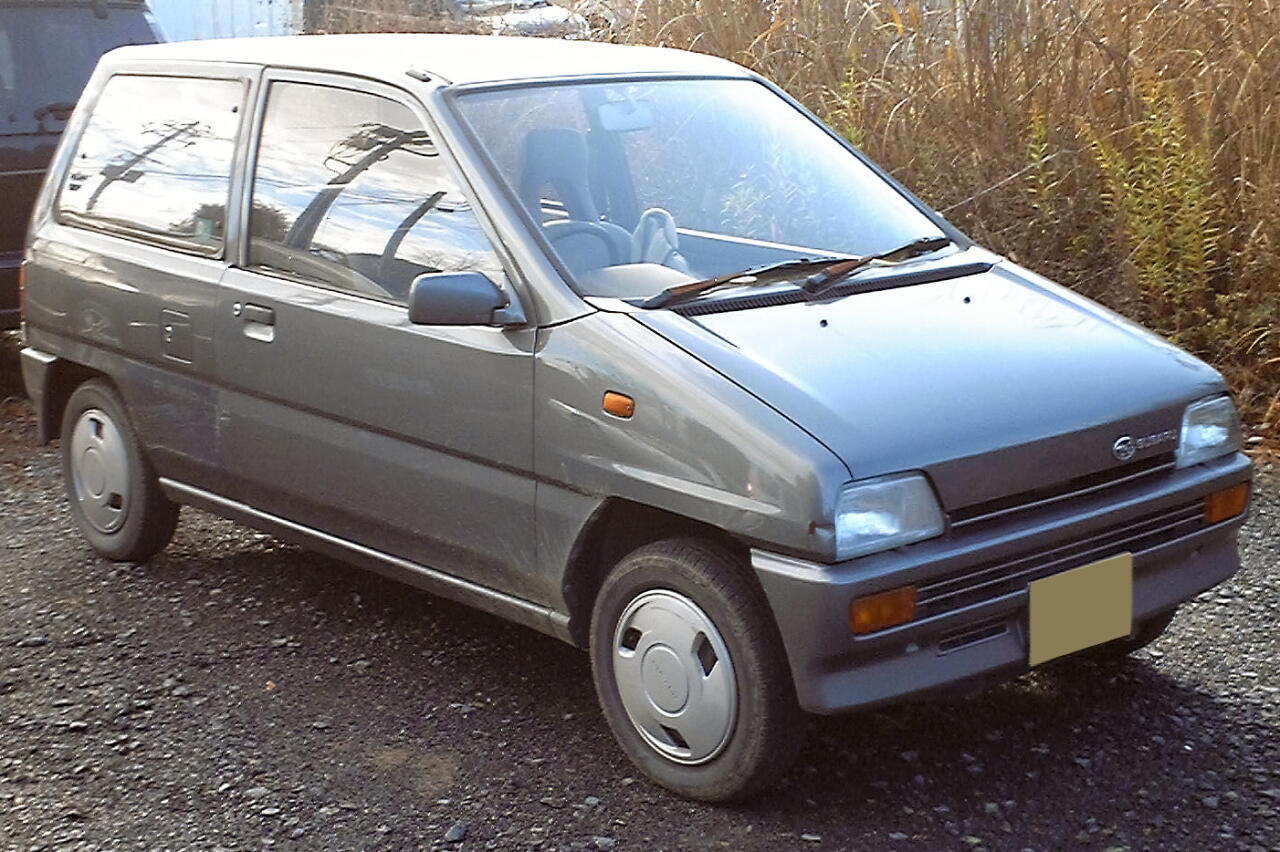
車頭
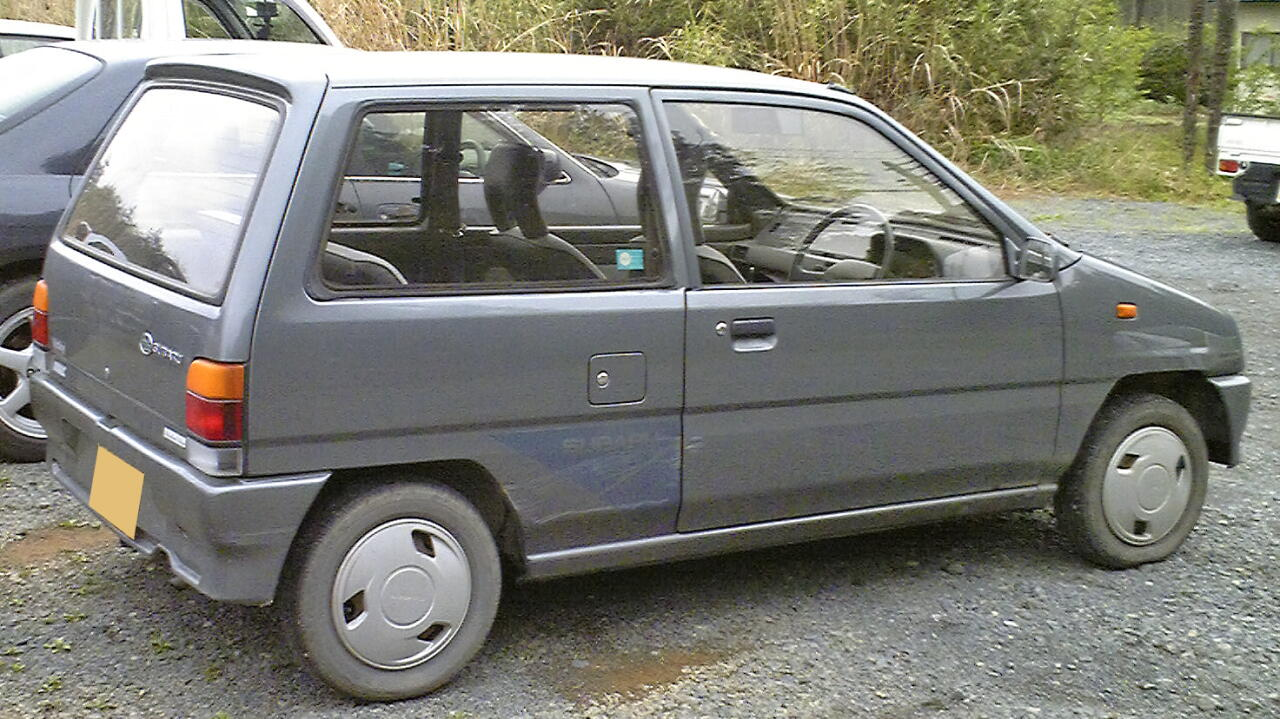
車尾
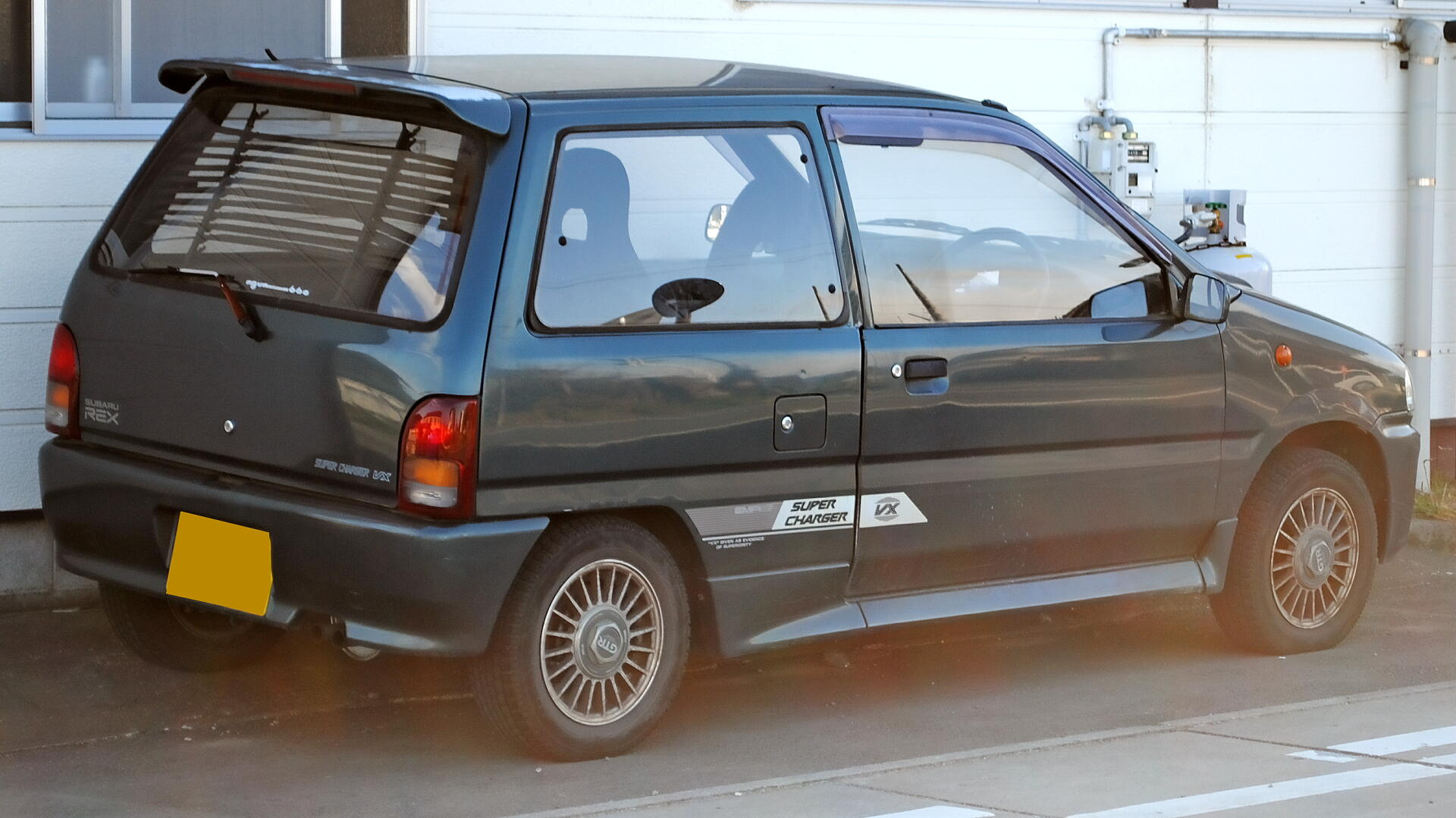
車尾
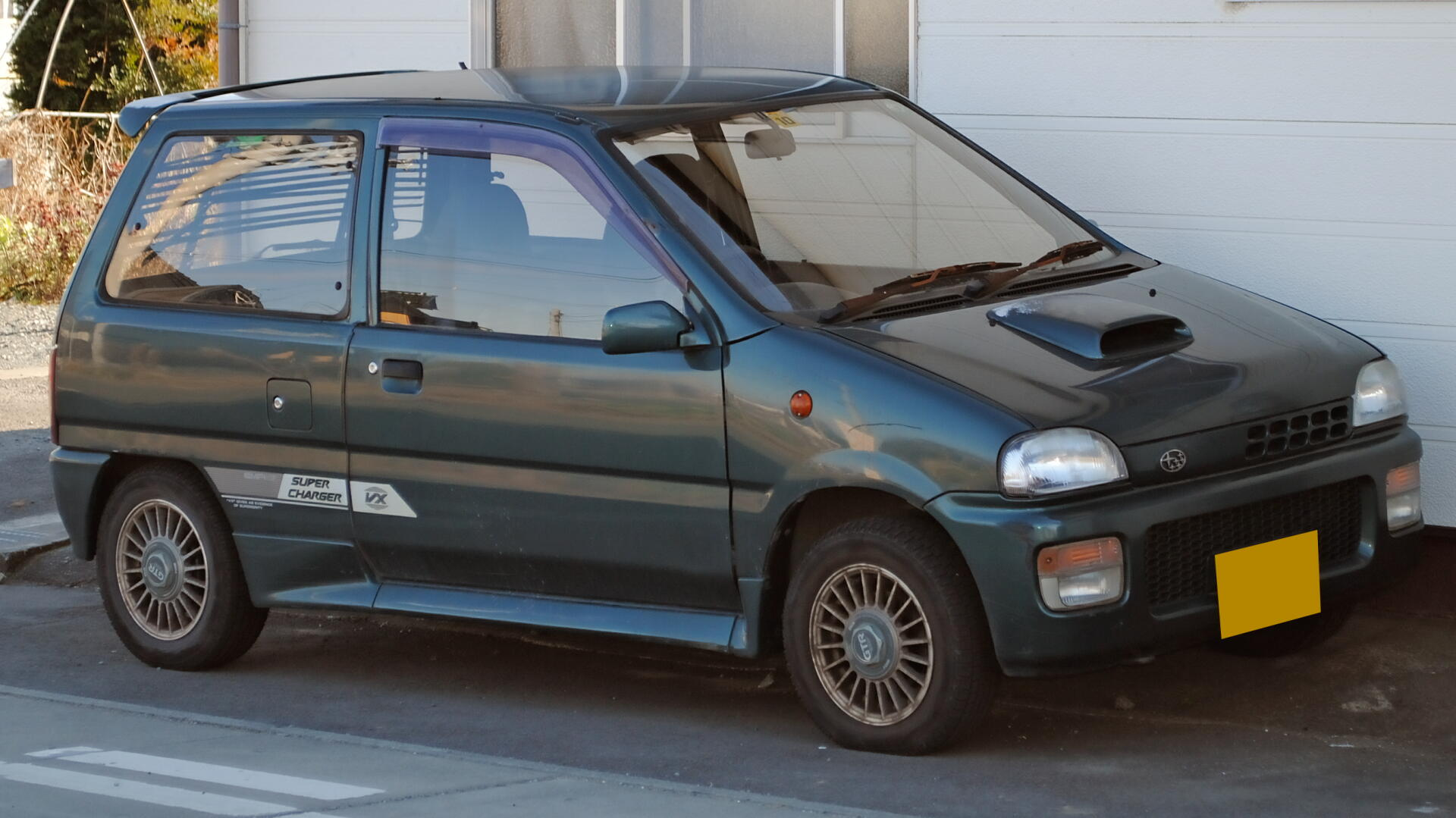
車頭

### 第四代（2022年迄今）
2022年 - 11月11日原廠宣布以第二代大發Rocky換牌的速霸陸Rex正式上市，其共生車種另有豐田Raize、Perodua Ativa等車款。整體外觀輪廓比照兄弟車辦理，但保桿造型、LED日行燈等細節略有差異，內裝方面則與大發Rocky幾乎相同。然而在動力編成上具有明顯的差異，Rex全面取消油電混合動力，改採自家全新開發的1.2L直列三缸DOHC WA-VE型引擎，並提升進氣、燃燒室等部件的運作效率，且搭載雙系統冷卻科技，使得引擎效率得以大幅提高，同時油耗水準也提升至20.7km/L（WLTC測試值），最大馬力輸出為87ps / 6,000rpm，扭力峰值為11.5kgf·m / 4,500rpm。在駕駛輔助方面，具備晝夜車輛及行人預防碰撞、交通號誌識別、前後駐車雷達、自動光感應頭燈、ACC主動巡航、LKA車道維持輔助、LDWS車道偏離警示等功能。

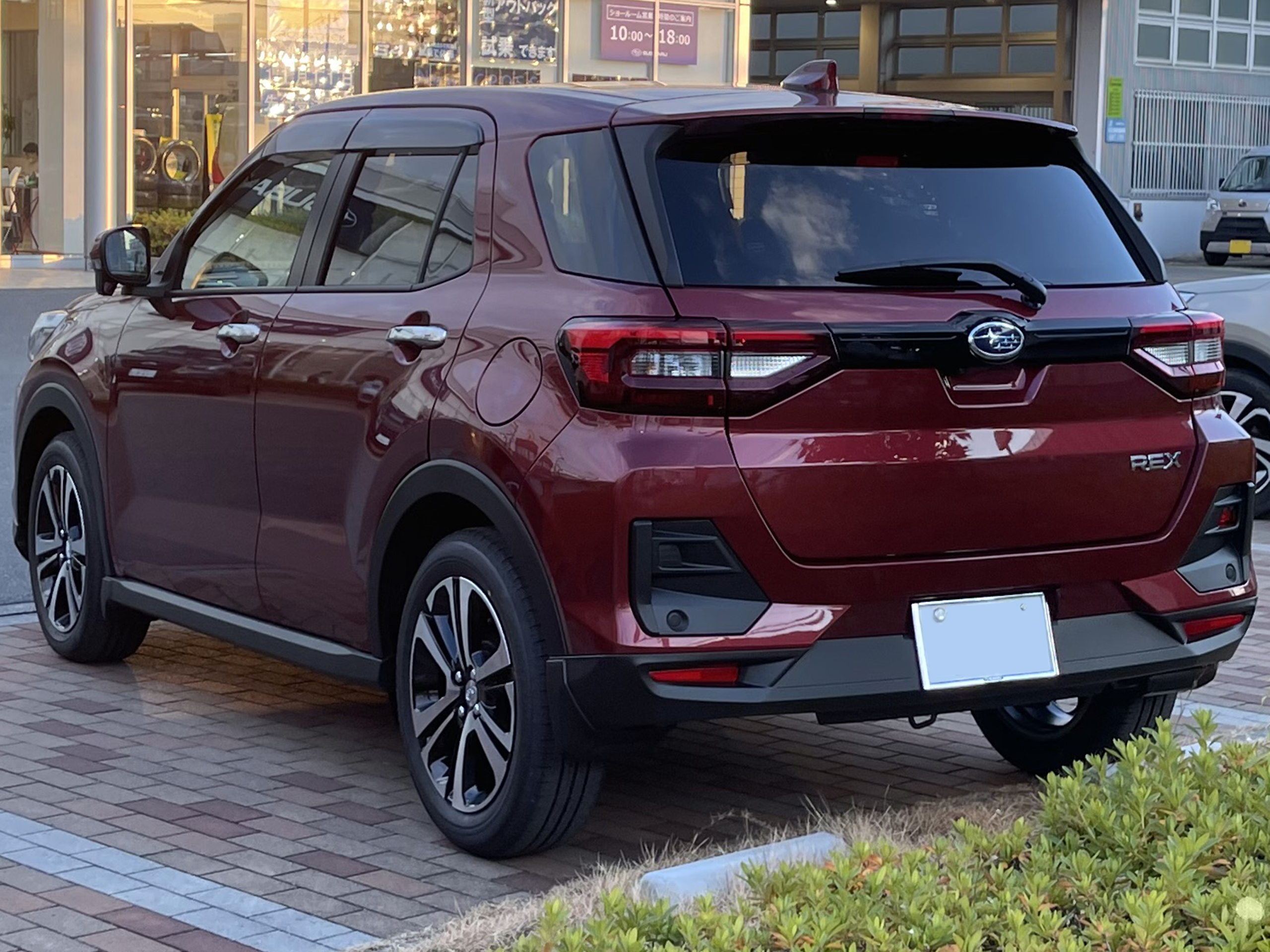
車尾
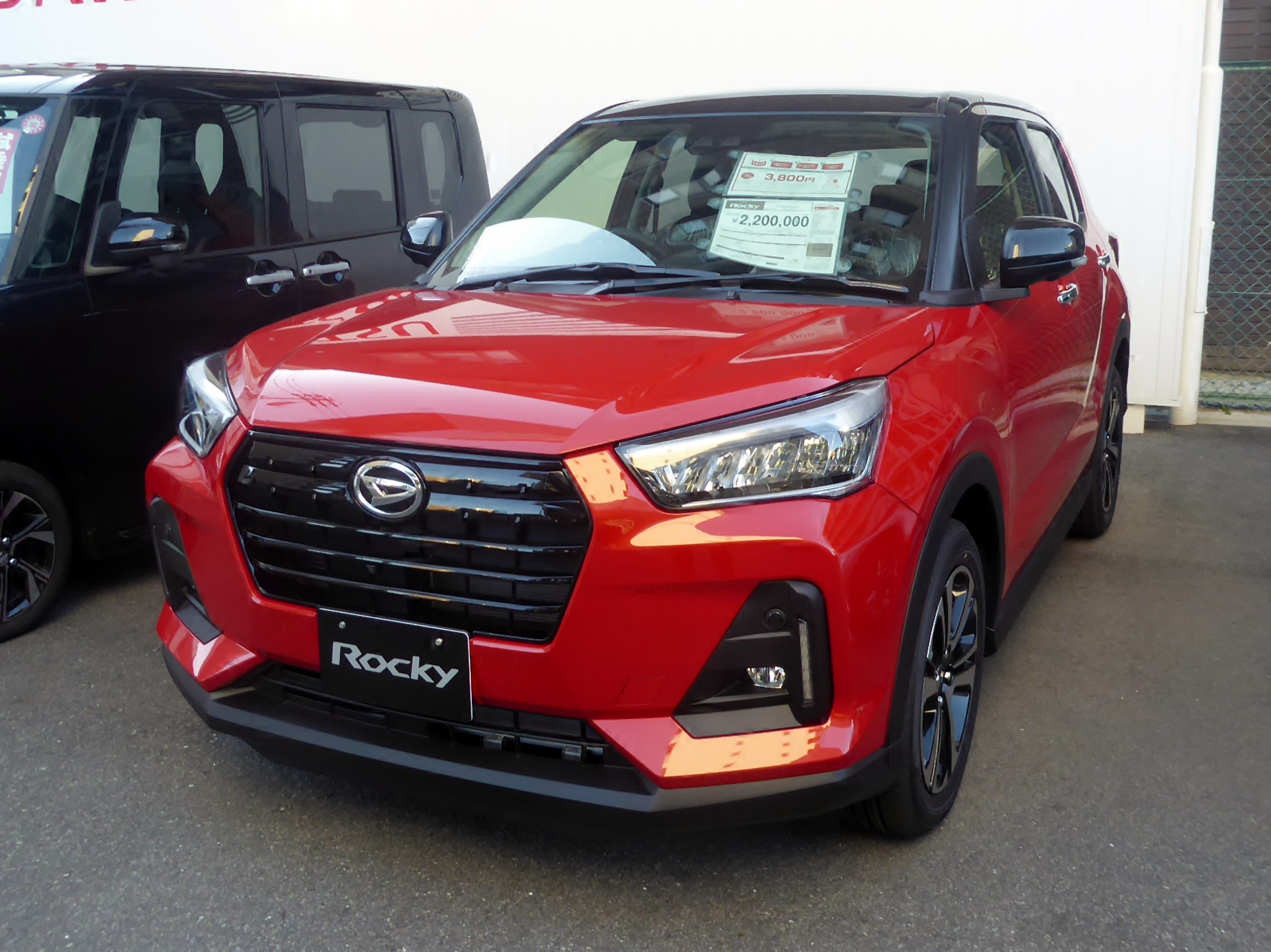
兄弟車大發Rocky
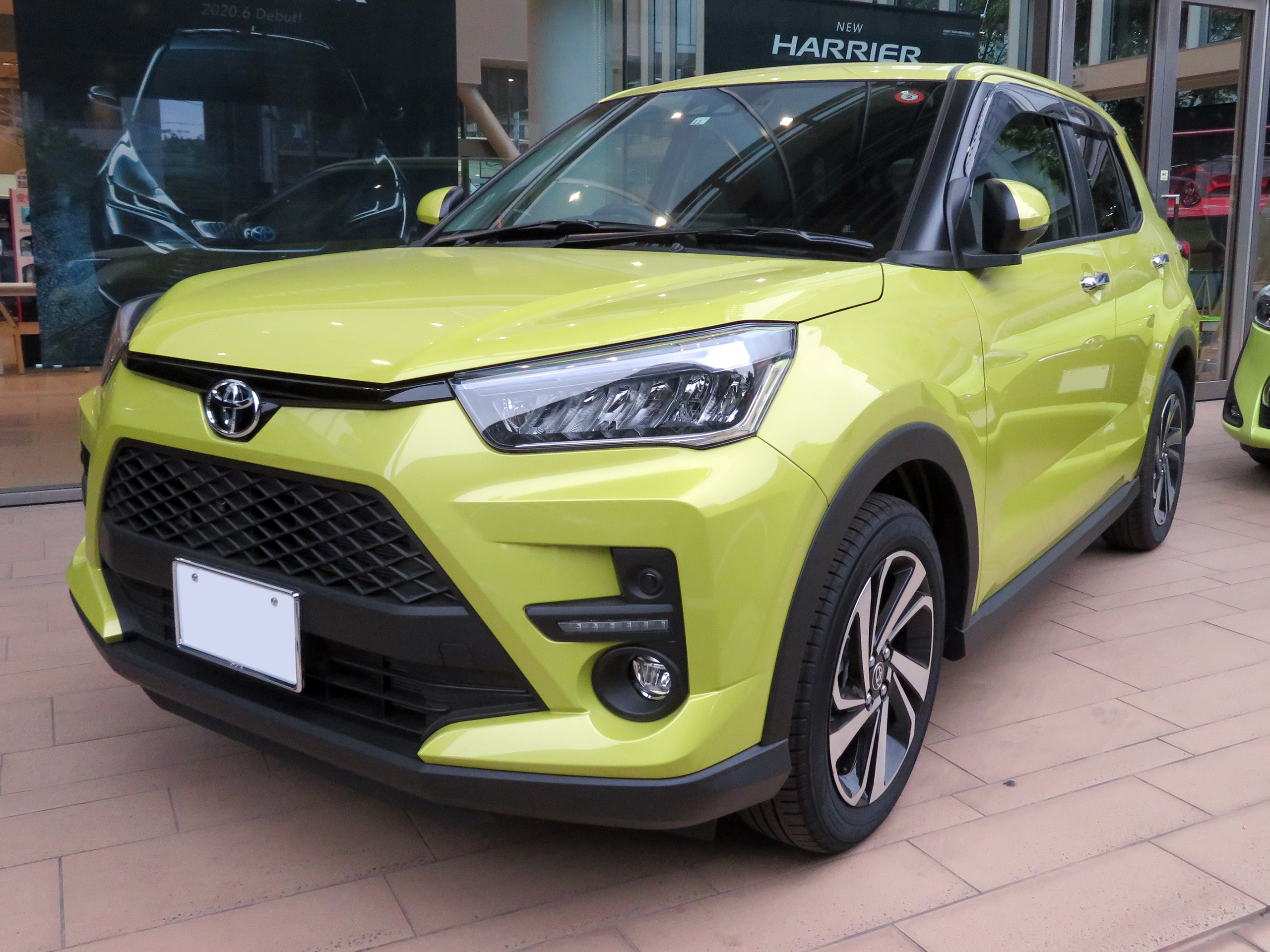
兄弟車豐田Raize
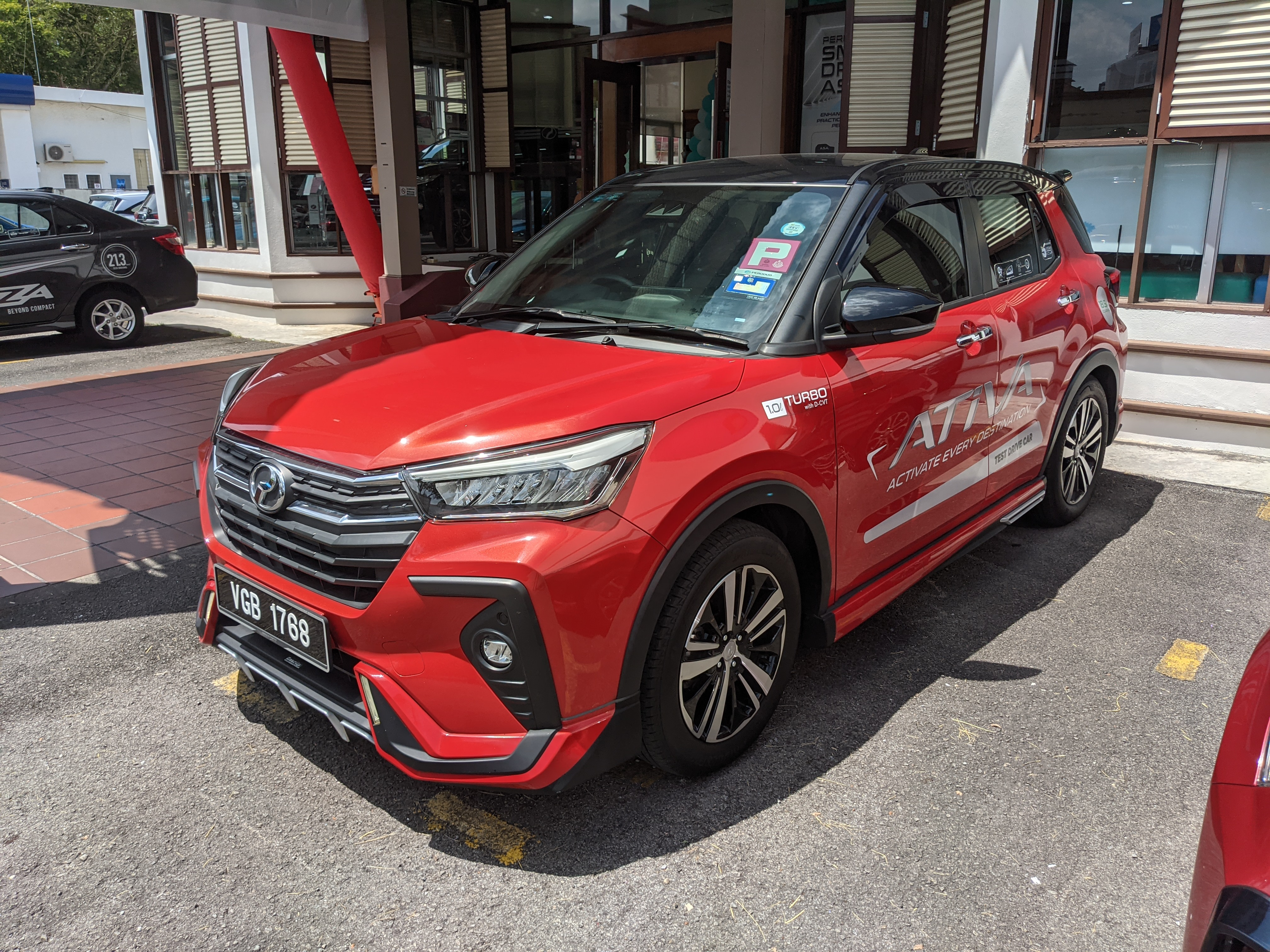
兄弟車Perodua Ativa

## 外部連結
- （日語）日本官方網站 （页面存档备份，存于）
- （日語）GAZOO.com名車館：1972年スバルレックス[永久]
- （日語）GAZOO.com名車館：1981年スバルレックス
- （日語）GAZOO.com名車館：1986年スバルレックス